# Zutik
|  | Per a altres significats, vegeu «Zutik (publicació)». |

Zutik (que en euskera vol dir dempeus) és un grup polític d'esquerres que té el seu àmbit d'actuació a la Comunitat Autònoma Basca. Es va fundar l'any 1991 i té les seves arrels a Euskadiko Mugimendu Komunista (EMK, Moviment Comunista d'Euskadi) i Liga Komunista Iraultzailea (LKI, Lliga Comunista Revolucionària) que van ser dues escissions d'ETA. A Navarra s'anomena Batzarre.
Zutik agrupa a nacionalistes i no nacionalistes d'esquerres que creuen possible una solució consensuada del problema basc que respecti les diferents identitats i sensibilitats existents al conjunt dels territoris que formen Euskal Herria, tot defensant el dret a l'autodeterminació pels pobles bascos.
Als diferents processos electorals de la dècada dels noranta del segle passat va demanar el vot per Herri Batasuna i Euskal Herritarrok, coalició a la qual es va integrar l'any 1999. Va deixar la mateixa l'any 2004 quan ETA va trencar la treva i perquè durant el procés de refundació de Batasuna els integrants de Zutik no coincidiren amb els postulats del corrent majoritari a la coalició abertzale. A les eleccions generals de l'any 2004 es va presentar en coalició amb Aralar. Als següents processos electorals d'ençà no s'ha presentat ni en solitari ni en coalició amb cap altra formació política.